# Adam Szymusik
Adam Eugeniusz Szymusik (ur. 12 lutego 1931 w Narolu, zm. 16 lipca 2000 w Krakowie) – polski psychiatra, profesor (mianowany w 1977). Kierownik Katedry Psychiatrii i Kliniki Psychiatrii Dorosłych Collegium Medicum Uniwersytetu Jagiellońskiego, honorowy prezes Polsko-Niemieckiego Towarzystwa Zdrowia Psychicznego.

## Życiorys
Studia medyczne rozpoczął na Wydziale Lekarskim Uniwersytetu Jagiellońskiego w 1949 roku, ukończył je w 1954 roku – na tym samym wydziale, ale już Akademii Medycznej w Krakowie. Przedmiotem jego badań były: psychiatria sądowa, zespół stresu pourazowego, obserwacje byłych więźniów obozów hitlerowskich. Sprawował funkcję I Sekretarza Komitetu Uczelnianego PZPR Akademii Medycznej w Krakowie. Dziekan Wydziału Lekarskiego krakowskiej Akademii Medycznej w latach 1987–1990.
Pochowany na cmentarzu Rakowickim w Krakowie w alei zasłużonych (kwatera LXIX pas B-2-16).

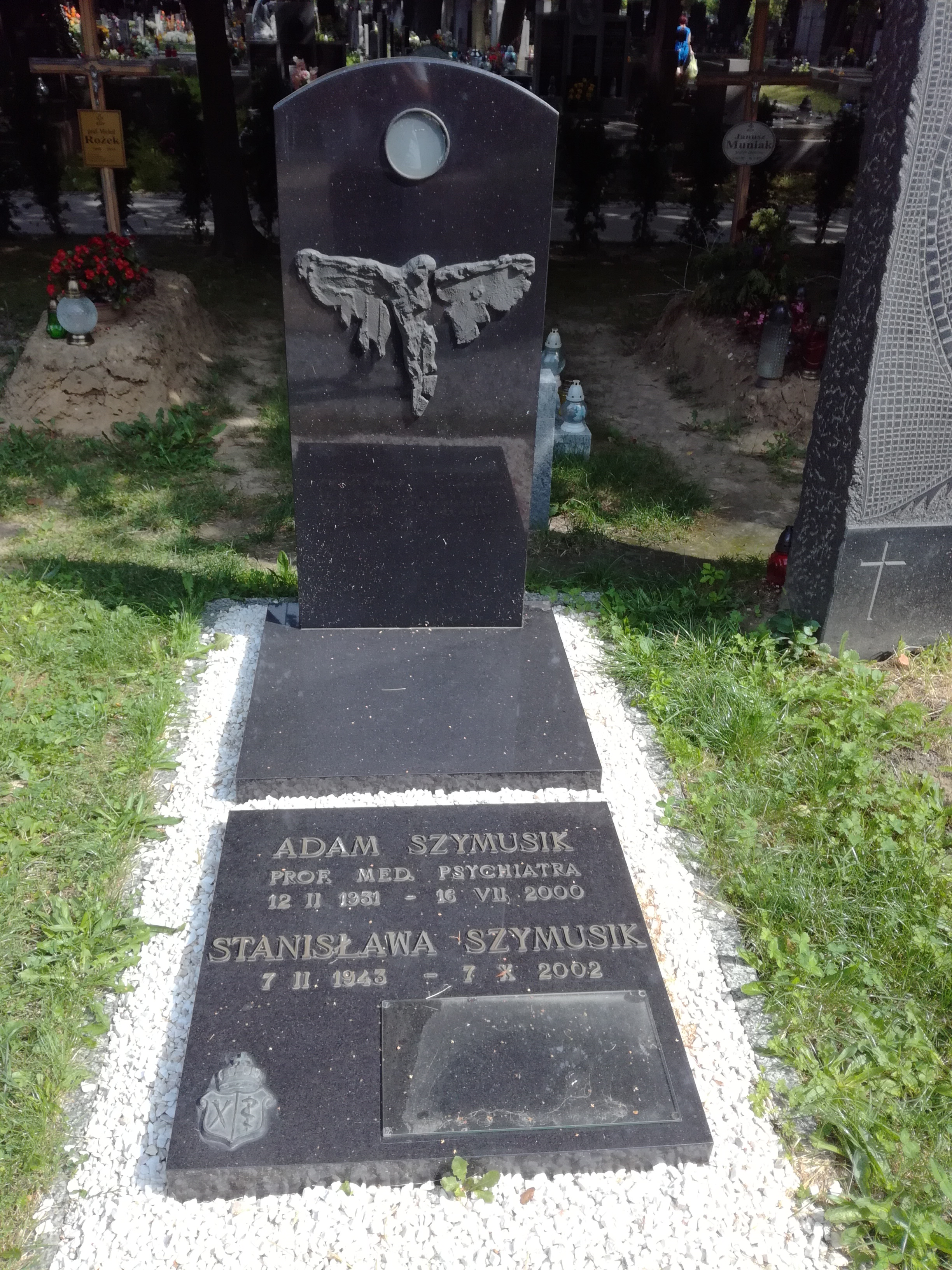
Grób Adama Szymusika na cmentarzu Rakowickim

## Najważniejsze publikacje
- Astenia poobozowa u byłych więźniów obozu koncentracyjnego w Oświęcimiu (1962)
- Psychopatologia zabójców (1971)
- Urazy głowy i mózgu w orzecznictwie sądowo-lekarskim i psychiatrycznym (razem ze Zdzisławem Markiem, 1975)
- Postępowanie karne i cywilne wobec osób zaburzonych psychicznie: wybrane zagadnienia z psychiatrii, psychologii i seksuologii sądowej (red.,1996)